# (9983) Rickfienberg
(9983) Rickfienberg (1995 DA) – planetoida z pasa głównego okrążająca Słońce w ciągu 4,46 lat w średniej odległości 2,71 j.a. Odkryta 19 lutego 1995 roku.